# Kaiwharawhara Stream
Le fleuve Kaiwharawhara  (en anglais : Kaiwharawhara Stream) est un cours d'eau de l’île du Nord de la Nouvelle-Zélande

## Géographie
Il est situé sur le côté nord-ouest de la capitale du pays, Wellington. Sa source est située dans la banlieue de Karori, mais il passe à travers d’autres banlieues avant d’atteindre la berge ouest de Wellington Harbour (en) au niveau de la banlieue de Kaiwharawhara près du terminal du ferry inter-îles.  Sur une partie de son trajet, il est grossièrement suivie par la ligne de chemin de fer de la branche de Johnsonville (en), un embranchement qui faisait autrefois partie de la ligne principale de l'île du nord (en) – cette dernière passe maintenant au dessus du torrent près de son embouchure.
Son principal affluent est la rivière Korimako Stream, bien qu’elle soit aussi alimentée par d’autres affluents et son bassin de drainage est grossièrement  de 19 km2.  La plus grande partie de cette zone consiste en parcs et autres réserves, bien qu’elle souffre de pollution sous la forme d’eau de pluie et d’accélérations du débit en  rapport avec l’utilisation des terrains urbains .